# 金银湖公园站
金银湖公园站位于中华人民共和国湖北省武汉市东西湖区，是武汉地铁6号线的地铁车站，原名为环湖西路站，该站也是6号线一期汉口地区的起始站。

## 车站结构
金银湖公园站为6号线一期工程的终点站，位于环湖路与金山大道交叉口，沿金山大道东西向布置。车站总长403m，标准段宽度20.5m，平均开挖深度18米，总建筑面积25460㎡。车站为地下二层11.4m宽岛式站台车站，地下一层为站厅层，地下二层为站台层。2015年8月18日，车站主体结构工程顺利封顶。

### 楼层分布
| 地面     | 地面               | 出入口                               |  |  |
| 地下一层 | 站厅               | 售票机、客服中心、武漢通充值、洗手間 |  |  |
| 地下二层 |                    | █ 6号线 往新城十一路（海口三路）     |  |  |
|          | 岛式站台，左侧开门 |                                      |  |  |
|          |                    | █ 6号线 往东风公司（金银湖）         |  |  |

### 車站出口
|                                                 |      |                                                             |
| 出口編號                                        | 設施 | 建議前往的目的地                                            |
| A                                               |      | 金山大道 凌雲科技園、武漢凌雲科技集團有限責任公司           |
| B                                               |      | 金山大道 凌雲科技園、武漢凌雲科技集團有限責任公司、金湖家園 |
| C                                               |      | 金山大道 環湖路、金銀湖國家濕地公園、武漢市婦女兒童活動中心 |
| D                                               |      | 環湖路 金山大道、金銀湖國家濕地公園                         |
| E                                               |      | 金山大道 環湖路                                             |
| 注： 設有升降機 \| 設有輪椅升降台 \| 設有洗手間 |      |                                                             |

## 运营信息
- 6号线首末班车时间

## 邻近地点
凌云科技集团、祥生柏景湾、金银湖湿地公园。

## 接驳交通
207，47路。

### 内部链接
- 武汉地铁车站列表